# 郭成夫婦墓
郭成夫婦墓位於四川省宜賓市宜賓縣，文物遺址年代判定為明代。2007年6月1日公佈為四川省第七批文物保護單位。